# 노르웨이 U-20 축구 국가대표팀
노르웨이 U-20 축구 국가대표팀(노르웨이어: Norges G20-landslag i fotbal)은 노르웨이를 대표하는 20세 이하 선수들로 구성된 축구 국가대표팀이다.

## 성적

### FIFA U-20 월드컵
- 1977년~1987년: 진출 실패
- 1989년: 조별 리그
- 1991년: 진출 실패
- 1993년: 조별 리그
- 1995년~2017년: 진출 실패
- 2019년: 조별 리그